# 上海臺灣青年會
上海臺灣青年會，成立於1923年10月，為台灣日治時期成立的台灣駐中國留學生團體。該學生團體由蔡惠如、許乃昌、彭華英等人發起，初期成員約十數名，後來積極擴充，舉辦許多活動。
上海臺灣青年會的主要成員都為上海南方大學學生，表面上雖僅為單純學生聯誼與研究為主，但事實上卻與東京青年團體及臺灣文化協會有密切的合作呼應及聯繫。相同的，該會也積極支持臺灣民主化活動，如臺灣議會設置請願運動。
1924年，為了抗議治警事件，上海臺灣青年會主導召開「上海臺灣人大會」，表明抗議臺灣總督府的高壓統治。惟隨後因經費問題，該會於同年11月解散。之後，該會成員則另組「旅滬臺灣同鄉會」、「上海臺灣反帝同盟」等。
1931年7月，日本逮捕上海臺灣反帝同盟成員。

### 註腳
1. ↑  . 台灣白色恐怖檔案 www.southnews.com.tw.   [2023-07-27]. （原始内容存档于2023-07-27）.

### 書目
- 《臺灣歷史辭典》
- (PDF). 臺灣學研究. 2012-06, (13): 1-32  [2023-07-27]. （原始内容存档 (PDF)于2023-07-27）.